# Формула-1 — Гран-прі Австралії 2020
Гран-прі Австралії 2020 (офіційно — Formula 1 Rolex Australian Grand Prix 2020)— скасовані автоперегони чемпіонату світу Формули-1, які мали відбутися 15 березня на трасі Альберт Парк в Мельбурні (Австралія). Це мала бути перша гонка сезону 2020, але перегони були скасовані у зв'язку зі спалахом коронавірусу 2019-nCoV.
Це перша скасована гонка Формули-1 після Гран-прі Бахрейну 2011 року.

## Передумови
Десять команд з двома пілотами мали взяти участь в Гран-прі. Команда Scuderia AlphaTauri, яка раніше називалася Scuderia Toro Rosso, повинна була зробити свій дебют як конструктор. Естебан Окон повинен був повернутися до чемпіонату, замінивши Ніко Хюлькенберга в Рено. Ніколас Латіфі мав дебютувати в Формулі-1 з командою Williams, замінивши Роберта Кубіцу. Однак усі ці події були відкладені через скасування гонки.
Mission Winnow, титульний спонсор Ferrari, був заборонений для перегонів, оскільки він не відповідав місцевим законам, що регулюють рекламу тютюну.

## Вплив пандемії коронавірусу та скасування
За кілька тижнів до Гран-Прі відбулося скасування чи перенесення декількох великих спортивних подій внаслідок пандемії коронавірусу COVID-19. Події, що стосуються автоспорту, включали Гран-прі Китаю, WEC, Чемпіонат світу з MotoGP, Кубок світу з легкових автомобілів, чемпіонат Формули Е, Чемпіонат світу з ралі, чемпіонат Японії з Суперформули, та серії IndyCar. Департамент охорони здоров'я Вікторії оголосив, що Гран-прі Австралії відбудеться, як планувалося, але Ferrari та AlphaTauri висловили стурбованість, оскільки обидві команди базувалися в Італії, яка стала епіцентром спалаху вірусу в Європі. Оскільки австралійський уряд на той момент не заборонив в'їзд громадянам Італії так, як це зробили Китай, Іран та Південна Корея, Феррарі та AlphaTauri були стурбовані здатністю своїх співробітників залишити карантинну зону, встановлену на півночі Італії. Росс Броун, спортивний директор Формули-1, оголосив, що Гран-прі не відбудеться, якщо команді буде заборонено в'їзд до країни-господаря, але додав, що гонка може відбутися, якщо команда добровільно вирішить не в'їжджати в країну. Організатори Гран-прі Бахрейну, який повинен був відбутися через тиждень після австралійської гонки, оголосили, що глядачам заборонять відвідувати захід. Організатори Гран-прі Австралії виступили проти подібних заходів, натомість рухалися до мінімізації контактів між глядачами та співробітниками команд. Це правило також застосовувалося до команд у категоріях підтримки, включаючи Чемпіонат Суперкарів, чемпіонат S5000 та серію TCR Australia.
П'ять членів команд — чотири з Хааса та один з Макларена — були введені в карантин після прибуття до Мельбурна, коли вони проявили симптоми грипу. Макларен оголосив про відмову від участі у Гран-прі ввечері в четвер після того, як тест члена команди показав позитивний результат. Пізніше в ізоляцію потрапив і фотограф. Прем'єр-міністр Вікторії Деніел Ендрюс зазнав критики за те, що дозволив Гран-прі відбутися, але він відповів на критику, сказавши, що скасування гонки буде непропорційною реакцією на пораду, яку він отримав від уряд штату. Пілоти Формули-1 Льюїс Гамільтон та Кімі Ряйкконен також критикували рішення про проведення перегонів, посилаючись на рішення Національної баскетбольної асоціації на безстроковий термін призупинення сезону 2019-20 років.
Гран-прі було скасоване зранку в п'ятницю, лише за кілька годин до початку перших тренувань. Згодом з'ясувалося, що лише три команди — Red Bull Racing, її сестринська команда Scuderia AlphaTauri та Racing Point — були готові змагатись, якщо гонка би почалась. Після скасування ще чотирнадцять членів команди McLaren були переведені на карантин.
Усі події категорій підтримки також були скасовані. Вони провели лише практичні заняття в четвер, а двомісний Мінарді здійснив кілька демонстраційних забігів рано в п'ятницю вранці.